# San Giovanni dei Cavalieri
A San Giovanni dei Cavalieri (Máltai lovagok temploma) egy templom Firenzében, Olaszországban. A via San Gallo utcában található, nevét Keresztelő Szent Jánosról kapta. Homlokzatát csak a máltai keresztes címer díszíti. Hosszúkás előcsarnoka van, ebből lehet a háromhajós templomtérbe jutni, ami a 14. század első feléből származik. A jobb oldali oldalhajó oltárának képét Neri di Bicci készítette, míg a bal oldali oldalhajóéban lévőt Bicci di Lorenzo festette. A főhajóban lévő Golgota Lorenzo Monaco alkotása.